# Rattus tunneyi
Rattus tunneyi là một loài động vật có vú trong họ Chuột, bộ Gặm nhấm. Loài này được Thomas mô tả năm 1904.

## Hình ảnh

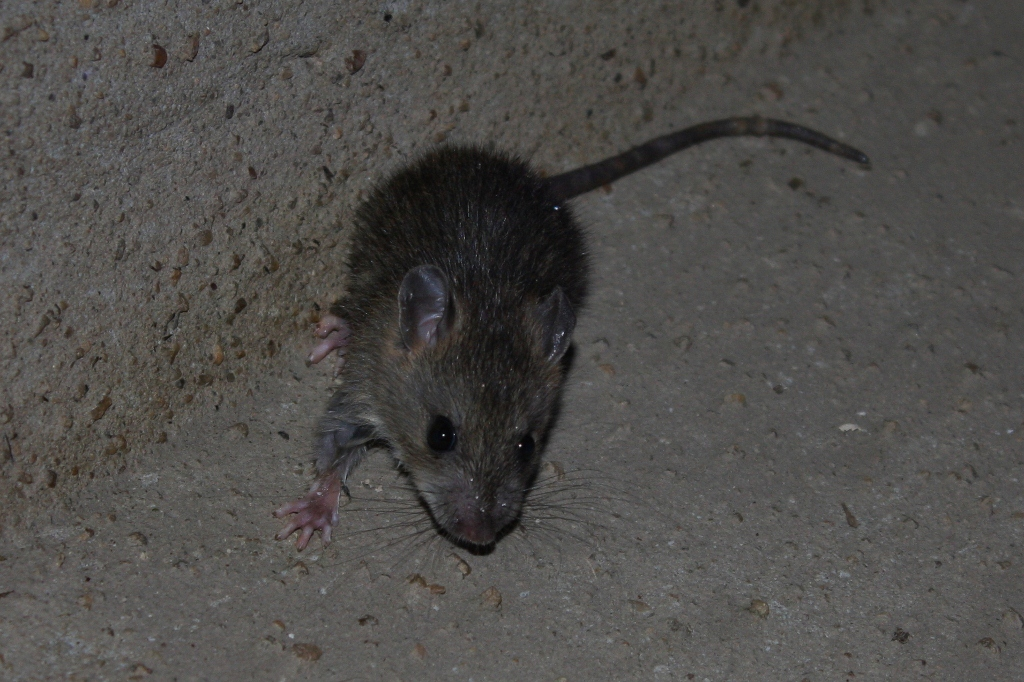